# Zimna Woda (powiat szczycieński)
Zimna Woda (niem. Zimnawodda, 1933–1945 Hirschthal) – osada w Polsce, położona w województwie warmińsko-mazurskim, w powiecie szczycieńskim, w gminie Dźwierzuty.
Zimna Woda wchodzi w skład sołectwa Jeleniowo.
Do 2024 r. miejscowość była częścią wsi Jeleniowo. W latach 1975–1998 Zimna Woda administracyjnie należała do województwa olsztyńskiego.